# Palo di fondazione

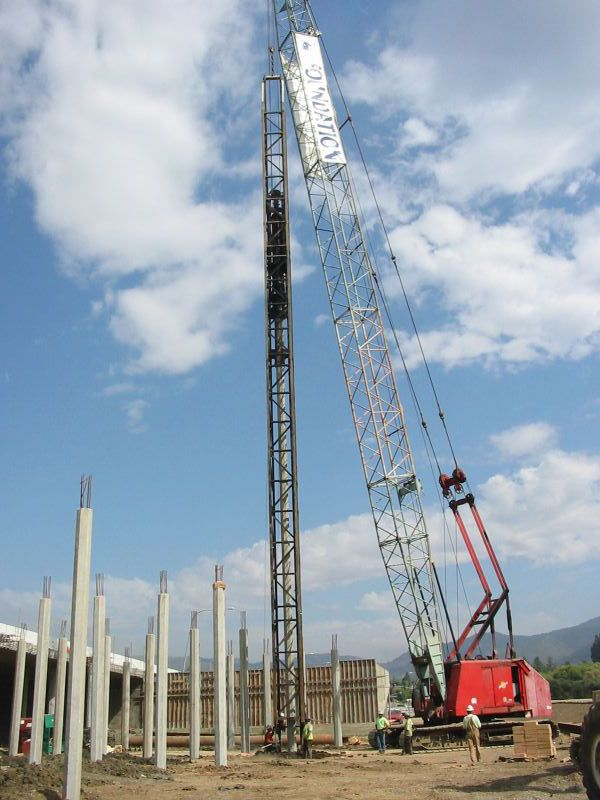
L'installazione di fondazioni profonde per la costruzione di un ponte in California

Il palo di fondazione è un tipo di fondazione profonda o fondazione indiretta che presenta la peculiarità, rispetto alla fondazione diretta, di trasmettere una parte non trascurabile del carico verticale per attrito lungo la superficie laterale della fondazione oltre che, a seconda del rapporto tra diametro del palo e altezza dello stesso, con la pressione agente sul piano di appoggio alla base del palo. Questo tipo di fondazione ha il vantaggio di ridurre i cedimenti a lungo termine potendo sfruttare la resistenza (sia per attrito che in appoggio) di strati di terreno profondi e adeguatamente portanti (superando in profondità eventuali terreni soffici e inadatti, falde o cavità).

## Campo di applicazione

Schema di fondazione su pali di punta che raggiungono il substrato A di idonea capacità portante

Si ricorre alle fondazioni su pali tutte le volte che risulta impossibile adottare le ordinarie fondazioni superficiali:
- per difetto di capacità portante del terreno affiorante;
- quando è tecnologicamente impossibile effettuare fondazioni superficiali (strutture offshore, terreni incoerenti soggetti ad elevati gradienti di filtrazione, ecc.);
- per incompatibilità dei cedimenti assoluti o differenziali di fondazioni superficiali con il tipo di struttura da fondare;
- quando è necessario isolare le fondazioni dal terreno superficiale, poiché soggetto ad erosione o ad altri fenomeni che ne modificano periodicamente o saltuariamente le caratteristiche fisiche.

## Storia
L'impiego dei pali in legno, come struttura portante e di fondazione risale ai tempi della preistoria.
Fu Hennebique nel 1897 a sostituire, per la prima volta, ai pali in legno quelli in calcestruzzo armato, nella realizzazione delle fondazioni delle officine della compagnia Babcock-Wilcox.
In Belgio furono impiegati nel 1902 per le fondazioni di un ponte a Laeken e nel 1903 pali tipo Hennebique per la fondazione di una scuola a Bruxelles.
In Nordamerica furono introdotti nel 1904 da Reynolds.
La produzione su vasta scala del cemento Portland ha segnato una nuova tecnica nella fabbricazione dei pali e numerosi costruttori hanno studiato il sistema e proposto nuovi tipi, in modo da rendere questa struttura portante più idonea a sopportare carichi sempre più elevati, più sicura e più economica rispetto ad altri sistemi di fondazione.
I pali metallici realizzati con profilati ad H furono impiegati per la prima volta nel 1908 e si diffusero notevolmente dopo che furono applicati con successo per le fondazioni dei ponti stradali nel Nebraska nel 1930.

## Classificazione

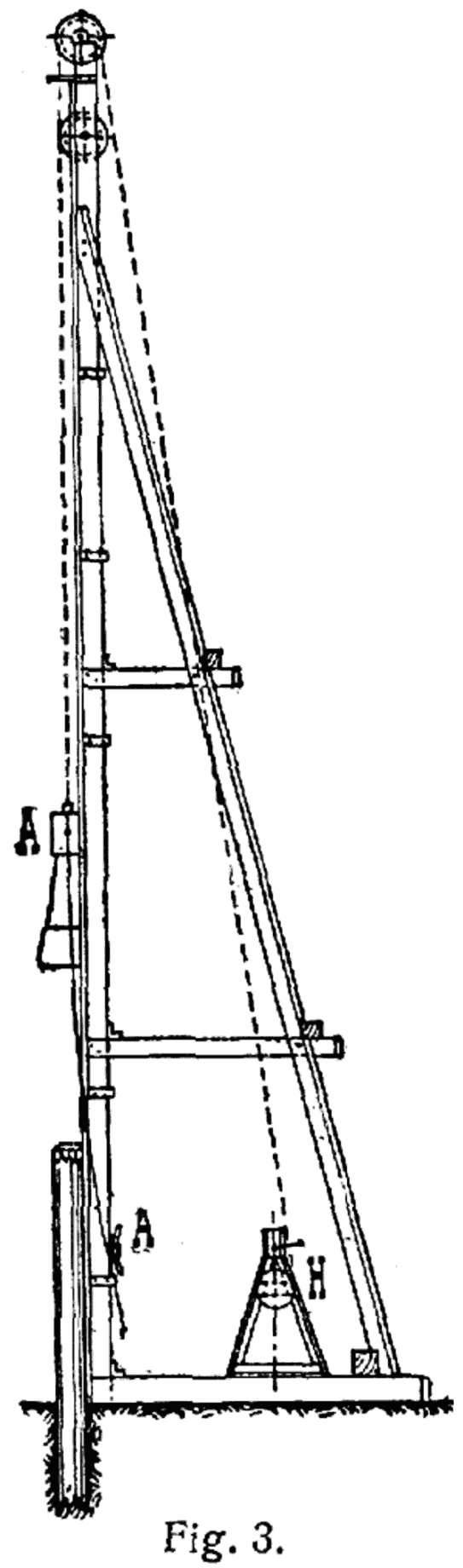
Schema di infissione di un palo

I pali di fondazione, in base alla metodologia di posa in opera, si distinguono in:
- pali trivellati o con asportazione di terreno: pali ottenuti per perforazione del terreno ed estrazione di un volume di terreno circa uguale a quello del palo
- pali infissi o senza asportazione di terreno: pali ottenuti per infissione, senza preventiva perforazione e asportazione del terreno, mediante battitura, applicazione di pressione statica o per vibrazione alla punta

## La capacità portante
La capacità portante di un palo di fondazione corrisponde teoricamente al carico verticale massimo che il palo può sopportare prima della rottura.
Comunemente la capacità portante di un palo di fondazione è data dalla somma di due aliquote:
- la capacità portante attribuita alla punta del palo (portata di punta o di base);
- la capacità portante attribuita alla superficie laterale del palo (portata per attrito laterale).

Quando una delle due resistenze è minima rispetto all'altra quest'ultima può essere trascurata, si hanno allora:
- pali sospesi: la punta non attinge un terreno la cui resistenza è pari o superiore a quella desiderata e l'equilibrio è assicurato dall'attrito laterale che si sviluppa tra la superficie laterale del palo e il terreno circostante;
- pali di punta o pali appoggiati: la punta attinge un terreno la cui resistenza è pari o superiore a quella desiderata e, pertanto, l'equilibrio è assicurato dalla reazione del terreno alla sua punta del palo.

La capacità portante varia in funzione della caratteristiche dei terreni (terreni coesivi o terreni non coesivi) e in letteratura tecnica esistono diverse formule (di norma statiche per pali trivellati e dinamiche per pali infissi) per il calcolo della capacità portante nei diversi casi.

## Tipologia

### Pali in legno
Fanno parte del gruppo dei pali infissi.
Tuttora si utilizzano pali in legno i quali sono ricavati da tronchi d'albero, con diametro alla punta da 10 a 20 cm.
Il legname più adatto è il larice rosso, il pino, la quercia, l'olmo, il castagno e l'ontano.
Più il legname è ricco di resina più questo è resistente e di maggiore durata.
Pertanto il legname nordico è il migliore (pino russo, svedese, e norvegese).
Le fibre devono essere dritte e il fusto, scortecciato, privo di nodi e impurità.
All'estremità appuntita si applica una puntazza in ghisa o acciaio, mentre alla testa, che durante l'infissione nel terreno riceve i colpi del maglio, una ghiera di acciaio. Durante l'infissione possono subire dei danni.
I pali soggetti ad alternanza di secco e umido (variazione del livello della falda freatica) deperiscono rapidamente, mentre se costantemente immersi in acqua si conservano molto più a lungo.
Le altre cause di deterioramento sia in opera a secco che immersi nella acque dolci o marine sono:
- l'attacco di funghi (carie) e insetti xilofagi (come le termiti)
- l'attacco di molluschi e crostacei marini.

I primi attaccano il legno al di sopra del livello dell'acqua gli ultimi nella parte immersa.
Gli xilofagi marini sono più dannosi degli altri.
La protezione del legname contro questi attacchi viene effettuata con trattamenti di sostanze antisettiche quali l'olio pesante di catrame o creosoto, il cloruro di zinco e il solfato di rame

### Pali metallici
Fanno parte del gruppo dei pali infissi.
In Nordamerica i pali metallici sono stati largamente impiegati per la realizzazione delle fondazioni dei grattacieli.
I pali metallici sono realizzati con profilati ad H o tubolari con o senza punta.
Sono poco usati in altre applicazioni perché risultano molto costosi e facilmente deteriorabili per corrosione.
Per ovviare alle conseguenze dei fenomeni di corrosione è consigliabile usare acciaio al rame oppure impiegare sezioni maggiori delle minime necessarie.
Si può ricorrere anche ad un ricoprimento di malta cementizia nel tratto immerso nell'acqua di spessore non inferiore a 7 cm.
I pali vengono messi in opera per infissione per mezzo di battipalo, quelli tubolari dopo l'infissione vengono riempiti di calcestruzzo.
I pali metallici durante la battitura non subiscono danni come i pali in legno.

### Pali in calcestruzzo

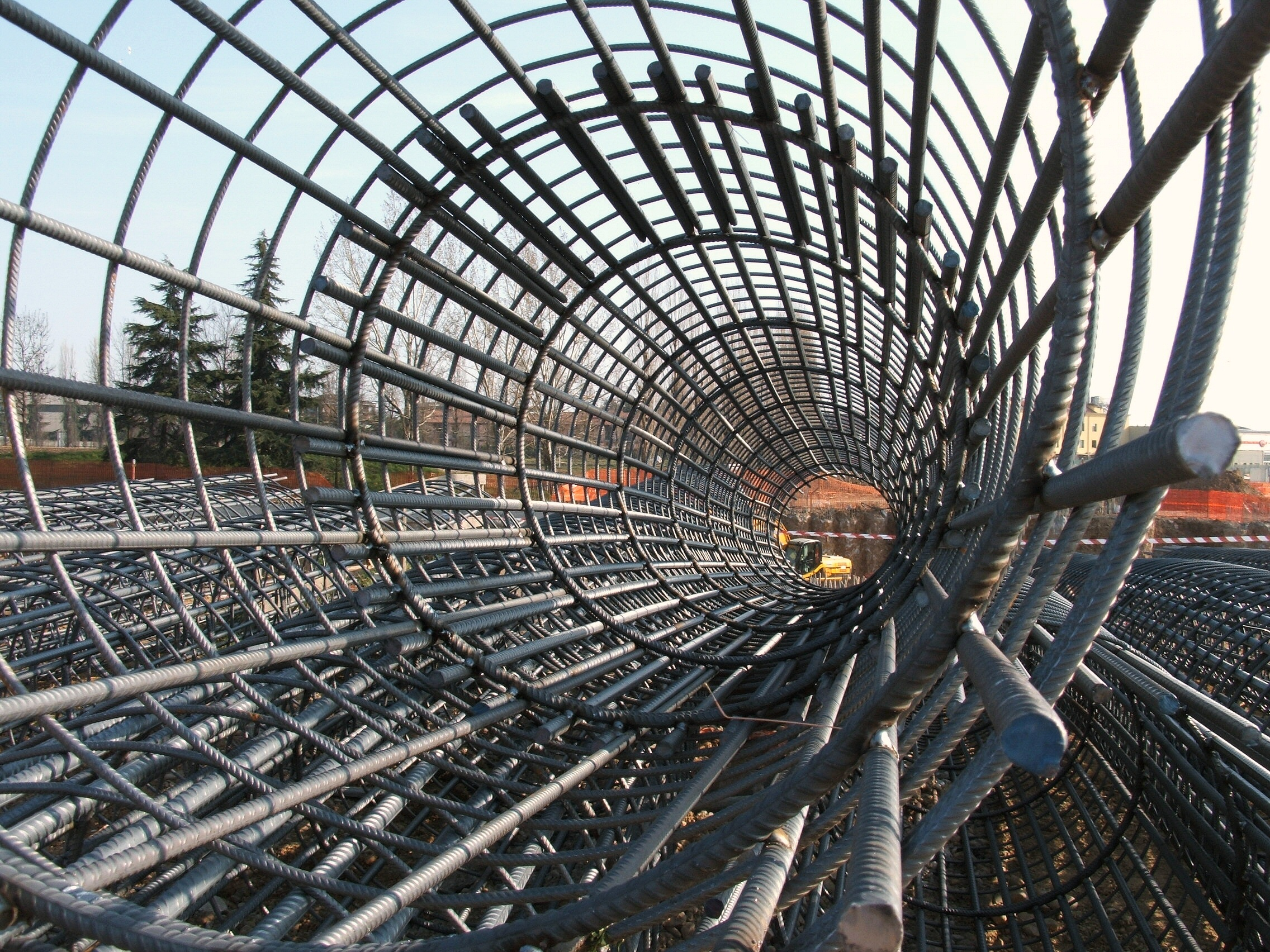
Armatura di un palo

la maggior parte delle fondazioni su pali è oggi costruita con pali in calcestruzzo.
I pali in calcestruzzo si dividono in due categorie nettamente distinte:
- pali costruiti fuori opera: sono costruiti in cantiere, e dopo la stagionatura, vengono infissi per battitura nel terreno, come i pali in legno, oppure mediante getto di acqua in pressione;
- pali gettati in opera: si distinguono dal modo d'infissione della camicia metallica che funziona da cassaforma, in:
  - pali infissi per battitura:
    - pali gettati in opera in opportune casseforme recuperabili, infisse per battitura;
    - pali gettati in opera in opportune casseforme, infisse per battitura ma a perdere;

  - pali trivellati: pali gettati in opera in casseforme recuperabili, infisse per trivellazione

Il tubo forma può essere costituito da un unico elemento o da più elementi giuntati tra loro, normalmente per saldatura, mano mano che si procede nell'infissione della cassaforma.
Nel caso in cui la cassaforma sia metallica, una volta infissa viene abbandonata nel terreno per difendere il calcestruzzo fresco da eventuali erosioni e dilavamenti (palo tubato), il tubo impiegato è formato da un leggero lamierino a superficie ondulata.

#### Pali costruiti fuori opera
La categoria comprende tutti i pali prefabbricati e infissi nel terreno sia per battitura che con getti di acqua compressa.
Sono stati i primi ad essere impiegati dopo i pali in legno.
La sezione dei pali è piena e in genere quadrata, esegonale e talvolta ottagonale.
La sezione circolare cava è adottata per i pali centrifugati.
Questa categoria di pali è in genere rastremata.
Il palo deve essere dotato di una idonea armatura capace di resistere agli sforzi creati dal sollevamento e dal trasporto, dalla battitura e dal carico statico che deve sopportare.

##### Tipologia
Tra i pali storicamente più noti costruiti fuori opera si ricordano in ordine di tempo:
- palo Hennebique: di sezione quadrata a facce parallele. L'armatura è costituita da 4 ferri longitudinali e da staffe quadrate disposte a distanza variabile (5 – 8 cm in testa e in punta e 15 – 20 cm nel corpo del palo). La sezione massima è 40x40 cm;
- palo Considère: in genere di sezione ottagonale. Rispetto al precedente l'armatura trasversale è costituita da staffatura a spirale. Alla punta i pali sono provvisti di una puntazza in acciaio analoga a quella dei pali in legno;
- palo Bignel: è stato studiato in modo da poter essere infisso senza battitura con l'aiuto dell'acqua in pressione. Presenta un foro centrale lungo l'asse longitudinale attraverso il quale si applica un getto d'acqua o di aria compressa. L'acqua esce anche lateralmente da appositi fori e, dislocando particelle di terreno, facilita la discesa del palo per peso proprio. Tale sistema può essere adottato in terreni sabbiosi o sabbioso-argillosi che possono essere fluidificati dall'acqua in pressione;
- palo Zublin: è di sezione pentagonale con armatura longitudinale costituita da 5 ferri e staffe disposte a stella. Se infisso con acqua compressa presenta come il precedente un foro longitudinale;
- palo SCAC: sono pali centrifugati pertanto hanno la sezione cava. L'armatura dell'anello è costituita da ferri longitudinali e da una fitta spirale doppia di filo di acciaio (frettage).

#### Pali gettati in opera

##### Pali infissi per battitura (in cassaforma recuperabile)
Appartengono a questa categoria tutti i pali in calcestruzzo semplice o armato, ottenuti gettando e costipando fortemente del calcestruzzo fresco in una cassaforma metallica (tuboforma) infissa nel terreno con i colpi di maglio, senza asportazione di materiale poiché il tuboforma, a seconda del tipo del palo, è chiuso alla base da una puntazza metallica (recuperabile o a perdere) o da un tappo in calcestruzzo.
La cassaforma, viene progressivamente estratta e recuperata.
Il palo può essere armato con una gabbia metallica composta di ferri longitudinali collegati con una spirale capace di resistere al carico statico che deve sopportare.
La gabbia viene inserita nel tuboforma prima del getto.

##### Tipologia
Tra i pali storicamente più noti costruiti in opera si ricordano i seguenti i quali si differenziano in base alla modalità di infissione del tuboforma e del costipamento del calcestruzzo:
- palo Simplex: il sistema originario consiste nell'affondare nel terreno un tubo munito di puntazza recuperabile, del tipo alligator (in seguito è stata sostituita con una puntazza in calcestruzzo che viene abbandonata nel terreno), sino al rifiuto desiderato. Successivamente si procede al getto del calcestruzzo fresco, all'estrazione progressiva del tuboforma e al costipamento del conglomerato con un apposito maglio. Per irrobustire il palo si può creare alla sua base un ingrossamento o bulbo per aumentare la sezione utile di appoggio del terreno (simplex pressato). Una variante del palo simplex è il duplex, che si ottiene inserendo un palo dentro l'altro, cioè battendo concentricamente il tubo con una nuova puntazza nel calcestruzzo fresco, in questo modo si costringe il conglomerato ad allargarsi costipando lateralmente il terreno;
- palo Franki: differisce dal palo Simplex sostanzialmente per il sistema d'infissione del tubo. Dopo avere poggiato il tubo (il diametro varia da 35 a 52 cm) sul terreno si getta sul fondo una determinata quantità di calcestruzzo di consistenza asciutta che viene colpito con apposito maglio fino a formare, sul fondo del tubo, un tappo aderente all'involucro. Tale tappo sotto l'azione del maglio, penetra nel terreno e trascina con sé, per la sua forte aderenza, il tuboforma fino alla profondità desiderata, impedendo sia all'acqua sotterranea che alla terra di penetrare all'interno. Successivamente si procede alla formazione del bulbo di base fissando il tuboforma in modo che questo non possa più affondare e continuando a battere il tappo in modo da vincere la sua aderenza contro l'involucro e costringendolo ad espandersi e a penetrare nel terreno posto alla base. In questa fase si continua ad aggiungere calcestruzzo in modo da avere nel tubo quantità di conglomerato sufficiente ad impedire l'entrara dell'acqua e della terra. Realizzata la base si procede alla formazione del fusto del palo aggiungendo calcestruzzo, sempre di consistenza asciutta, che viene battuto con il maglio mentre contemporaneamente si provvede a sollevare tratto per tratto la camicia metallica. il calcestruzzo compresso dal maglio invade il terreno circostante espandendosi in forma di anelli irregolari o sporgenti. Pertanto il fusto assume un diametro superiore a quello della camicia metallica provocando così nel terreno una seconda energica compressione.
- palo Express: è molto simile al palo Franki ma se ne differenzia per il tipo di battipalo impiegato. Il maglio infatti non batte in testa al tubo camicia ma in testa ad una grossa trave metallica a doppio T posta all'interna del tubo che trasmette il colpo alla puntazza di calcestruzzo a la costringe ad affondare nel terreno trascinandosi il tubo di rivestimento. All'estremità del tubo è sistemato un pistone anulare. Successivamente si getta il calcestruzzo e la trave a doppio T viene sollevata trascinando verso l'alto anche il pistone anulare. Il calcestruzzo gettato passa quindi nello spazio al di sotto del pistone. La trave viene fatta discendere nuovamente, chiudendo la finestra anulare del pistone e tutto il sistema preme verso il basso il calcestruzzo ubicato nella camera inferiore. Contemporaneamente si ritira il tuboforma e il calcestruzzo compresso nella camera si espande nel terreno circostante. Con questa tecnologia si possono realizzare pali della profondità massima di 14 m e del diametro di 60 cm circa.

##### Pali trivellati

Fasi di esecuzione di un palo trivellato

La categoria comprende tutti i tipi di pali in calcestruzzo semplice o armato, gettati in opera per i quali il tuboforma (senza puntazza) scende nel terreno per mezzo di speciali trivelle o sonde a percussione.
Sostanzialmente i pali trivellati differiscono dai precedenti perché in fase di infissione avviene l'asportazione di materiale.
La cucchiaia cadendo dall'alto per peso proprio urta con forza il terreno e vi penetra facilitata dal tagliente posto all'estremità. Il materiale attraversata la valvola si deposita nel corpo della sonda da cui viene successivamente estratto.
Il tubo camicia, sia per il peso proprio che per il movimento di rotazione impresso scende nel terreno.

Il palo può essere armato con una gabbia metallica composta di ferri longitudinali collegati con una spirale capace di resistere al carico statico che deve sopportare.
La gabbia viene inserita nel tuboforma prima del getto.

##### Tipologia
I pali trivellati si differenziano essenzialmente nel modo di costipamento del calcestruzzo che può essere a battitura meccanica diretta o ad aria compressa.
Tra questi si ricordano:
- palo Strauss: è il prototipo dei pali trivellati. Il calcestruzzo è costipato con un maglio man mano che viene introdotto nel tuboforma. Contemporaneamente si procede all'estrazione del tubo camicia.
- palo SACOP: deriva al palo Strauss. Il diametro del tubo forma varia da 30 a 60 cm secondo la natura del terreno e il carico di esercizio sul palo. L'infissione dei tubi di rivestimento viene effettuata con una sonda speciale eccentrica che nella sua caduta, oltre a scavare il terreno per la discesa del tubo, crea sgrottamenti che saranno successivamente riempiti dal calcestruzzo. Il palo assume così delle forme asimmetriche con espansioni che aumentano l'attrito laterale. Raggiunta la profondità voluta, si crea il bulbo di base e successivamente il fusto gettando idonee quantità di calcestruzzo nel tubo camicia che viene compresso con un maglio e recuperando in maniera graduale la cassaforma.

##### Pali di grande diametro
Con il progredire della tecnica costruttiva si è reso possibile l'esecuzione di pali con diametro sino a 2 m e profondità oltre i 40 m, con portate utili di esercizio dell'ordine di alcune centinaia di tonnellate:
- palo Benoto: L'attrezzatura Benoto è composta da una:
  - intubatrice: macchina che imprime al tubo di rivestimento un movimento rotatorio alternativo per facilitare l'introduzione nel terreno. È azionata da un motore diesel o elettrico ed è montata su uno chassis a ruote gommate. Il movimento rotatorio alternato è impresso al tubo per mezzo di un martinetto idraulico azionato da una pompa;
  - perforatrice: costituita da una capra metallica smontabile munita di un argano azionato da un motore diesel. Alla capra è articolato un braccio oscillante che serve per la manovra della benna;
  - benna cilindrica (hammergrab): dotata nella parte inferiore di conchiglie comandate da una fune singola. Le ganasce delle conchiglie, possono essere bloccate in posizione di apertura per la frantumazione del terreno prima dell'estrazione.

## Comportamento dei pali di gruppo
Le fondazioni su pali usualmente consistono in gruppi di pali vicini tra loro, denominati palificate, e in genere la capacità portante del gruppo non è pari alla somma delle capacità portanti dei pali individuali poiché il terreno che circonda il palo è disturbato anche dall'infissione dei pali adiacenti (interferiscono i bulbi di pressione dei singoli pali).
È importante pertanto conoscere la distanza alla quale porre i pali per evitare che un gruppo di pali molto ravvicinati si possa rompere in blocco unico lungo il perimetro del gruppo stesso.
Esiste una spaziatura critica (esperienza di Whitaker su terreni argillosi) che segna la variazione del metodo di rottura;
- per spaziature superiori a tale valore critico la rottura si verifica per i singoli pali;
- per valori inferiori a valore critico il gruppo si rompe unitariamente.

La distanza tra i pali è funzione del loro diametro e della loro lunghezza; si adotta di regola un valore superiore a 3 volte il diametro del palo, altrimenti la palificata si comporta come un unico blocco.

## Strutture intermedie
Tra struttura portante di elevazione e pali c'è un elemento di fondazione intermedio: ad esempio i plinti.
Al di sotto di questi ci sono diversi modi per disporre i pali, che dipendono dalla necessità di scarico dei carichi.
Tuttavia al di sotto di una struttura di fondazione intermedia si progettano al minimo due pali.
La disposizione di questi avviene in un preciso modo: il baricentro del sistema di pali al di sotto della fondazione intermedia deve coincidere con il baricentro del pilastro che scarica su quel sistema di pali.

## Attrito negativo
L'attrito negativo si manifesta quando un palo attraversa strati di terreno fortemente comprimibili (limi, argille non ancora consolidate, ecc), abbassamento di falda e forti sovraccarichi.
Se questi strati subiscono una compressione dopo la costruzione del palo, a causa dell'attrito palo-terreno, il terreno trasmette al palo una spinta verso il basso (attrito negativo) che va a ridurre l'azione portante per attrito laterale dello strato interessato.
Tale situazione può arrivare ad annullare la portanza per attrito laterale di quello strato e se c'è l'inversione delle forze di attrito determina anche una maggiorazione del carico che il palo deve sopportare, in pratica l'attrito laterale invece che sostenere il palo tende a caricarlo.
Pertanto, in fase di progettazione, è necessario conoscere la natura dei terreni attraversati e tenere in considerazione eventuali effetti legati all'attrito negativo.